# Headstone Epitaph
Headstone Epitaph ist eine deutsche Powermetal-Band aus Mosbach.

## Geschichte

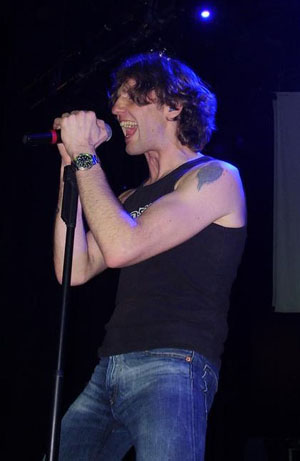
Tim Benz (März 2008)

Headstone Epitaph aus Mosbach wurde 1987 als „Headstone“ gegründet. Mit dem Demoalbum Welcome im Jahre 1993 machte die Band zum ersten Mal mit einem Tonträger auf sich aufmerksam. Im Jahre 1997 unterzeichneten Headstone Epitaph den ersten Plattenvertrag bei Noise Records.
1998 erschien das Album Wings of Eternity, worauf eine erfolgreiche Deutschland-Tour mit der Progressive‐Rock‐Band Arena folgte. Nach der Veröffentlichung des Albums Powergames spielten Headstone Epitaph u. a. als Support von Manowar und Metallica auf europäischen Festivals wie z. B. dem Gods of Metal-Festival in Italien.
Nach diesem Festival trennt sich die Band aus einer Krise heraus. 2007 feierten Headstone Epitaph ihr Bühnen-Comeback beim Römersee-Festival und bei zwei erfolgreichen Club-Shows in der Schweiz.

## Diskografie
- 1993: Welcome (Demo)
- 1996: Without the Slightest Qualm
- 1998: Wings of Eternity
- 1999: Powergames